# El Shaddai (Computerspiel)
El Shaddai [el shah-'dah-yy], mit komplettem Titel El Shaddai – Ascension of the Metatron, ist ein Computerspiel des Entwicklers Ignition Entertainment für die Plattformen PlayStation 3 und Xbox 360. Das Spiel erschien in Deutschland am 9. September 2011, der Vertrieb in Europa wurde von Konami übernommen. Der Titel ist eine Ableitung von einer biblischen Gottesbezeichnung. Als Designer zeichnet Akeyasu Sawaki verantwortlich.
Bei El Shaddai handelt es sich um einen Genremix aus Jump ’n’ Run und Action-Adventure. Das Spiel ist in englischer und japanischer Sprache mit deutschen Untertiteln und Zwischentexten. Die Spielfigur wird aus Third-Person-Perspektive sowie in vielen Abschnitten auch Jump-’n’-Run-typisch in 2D-Ansicht durch die Levels gesteuert.

## Handlung
Die Handlung verarbeitet lose biblische Themen, insbesondere den apokryphen Text des Buches Henoch. Die Hauptfigur Enoch wurde von Gott losgeschickt, um sieben abtrünnige Engel auszuschalten. Der Kämpfer springt und prügelt sich durch grafisch spektakuläre Szenarios, aus dem Off erhält er Tipps. An bestimmten Punkten begegnet er Lucifer, der mit seinem Mobiltelefon mit Gott verbunden ist und das Spiel an dieser Stelle abspeichert. Enoch besitzt drei verschiedene Waffen, um die im Spiel auftauchenden Gegner zu bekämpfen: Arch, Veil und Gale. Diese drei Waffen haben in Stein-Schere-Papier-Manier allesamt Stärken und Schwächen und bieten unterschiedliche Spezialangriffe und Bewegungsänderungen (z. B. Sprung-Verlängerung). Verschiedene Kombinationen sind notwendig, um in höheren Schwierigkeitsgraden bestehen zu können. Waffen müssen regelmäßig einer sogenannten Reinigung unterzogen werden, sonst verlieren sie an Effizienz im Kampf, was durch sich ändernde Farben der Waffe deutlich gemacht wird. Eine solche Reinigung kann per Tastendruck jederzeit ausgeführt werden. Waffen können jedoch auch von Gegnern im Kampf gestohlen werden, was den Reinigungsprozess der verwendeten Waffen übergeht.

## Rezeption
Trotz überwiegend positiver Kritiken, die den grafischen Stil, das einfach zu erlernende Kampfsystem sowie den abwechslungsreichen Soundtrack lobten, verkaufte sich El Shaddai in Deutschland so schleppend, dass der Verkaufspreis nach nur wenigen Wochen halbiert wurde. In KW 2/2012 wurde der Preis weiter auf 20 Euro reduziert. Ein großer Kritikpunkt am Spiel war die unpräzise Steuerung in den 3D-Jump-’n’-Run-Passagen.